# 788 Гогенштейна
788 Гогенштейна (788 Hohensteina) — астероїд головного поясу, відкритий 28 квітня 1914 року.
Тіссеранів параметр щодо Юпітера — 3,153.